# Юрьев, Юрий Михайлович
Ю́рий Миха́йлович Ю́рьев (3 (15) января 1872 — 13 марта 1948) — русский и советский актёр, мастер художественного слова (чтец), театральный педагог. Народный артист СССР (1939). Лауреат Сталинской премии первой степени (1943). Кавалер ордена Ленина (1947). Доктор искусствоведения (1947).

## Биография
Родился в сельце Поняки (ныне Калязинский район, Тверская область) (по другим источникам — в Москве) в семье калязинского помещика, мирового судьи Михаила Андреевича Юрьева (род. ок. 1841 — ум. 13 февраля 1882 г.).
Вырос в доме дяди, литературного и театрального деятеля Сергея Андреевича Юрьева (1821—1888), переводчика и театрального критика. Учился в 1-й Московской гимназии, но не закончил.
В 1889 году поступил в Музыкально-драматическое училище Московского филармонического общества (ныне ГИТИС) (класс А. И. Южина), затем перешёл на драматические курсы Московского императорского театрального училища (ныне Высшее театральное училище имени М. С. Щепкина) (класс А. П. Ленского), что давало ему возможность участвовать в небольших ролях в спектаклях Малого театра: в 1892 году дебютировал в спектакле «Северные богатыри» по пьесе Г. Ибсена (Торольф) и «Граф де Ризоор» В. Сарду.

Ю. М. Юрьев

В 1893—1917 годах был одним из ведущих актёров Александринского театра в Санкт-Петербурге. Заметный период творческой биографии актёра в этом театре связан с именем Вс. Э. Мейерхольда. Играл центральные роли в его постановках.
В 1918 году, желая возродить античную трагедию, в которой театральная постановка неразрывно связана со зрителями, актёр на собственные средства создал в Петрограде «Театр трагедии». Первым спектаклем нового театра стал «Царь Эдип» Софокла, в главной роли выступил он сам; вслед за ним был поставлен шекспировский «Макбет». Спектакли игрались на арене цирка Чинизелли; однако «Макбет» оказался последней осуществлённой в «Театре трагедии» постановкой: в том же году Ю. Юрьев принял участие в создании другого театра — Большого драматического (БДТ) и стал одним из ведущих его актёров.
Большой драматический открылся 15 февраля 1919 года спектаклем «Дон Карлос» по трагедии Ф. Шиллера, в котором актёр играл маркиза Позу. На этой сцене сыграл Макбета, Отелло и короля Лира в трагедиях У. Шекспира, но в 1921 году, в результате конфликта с руководством театра, покинул БДТ.

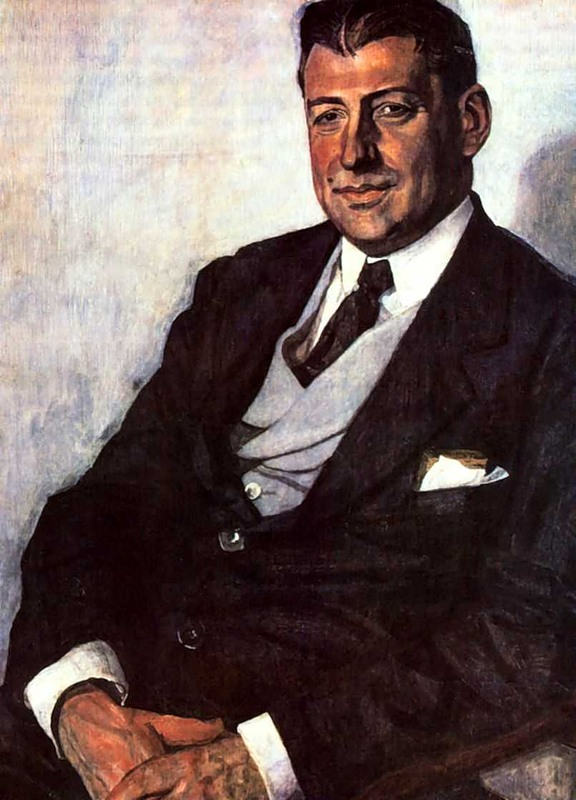
Портрет кисти А. Я. Головина

В 1922—1928 годах был художественным руководителем Александринского театра, который в те годы именовался Государственным театром драмы, одновременно играя по две-три премьеры в год.
В 1929—1932 годах был актёром московского Малого театра. В 1933 году ушёл в Государственный театр имени Вс. Мейерхольда.
В 1935 году вернулся в Ленинградский театр драмы имени А. С. Пушкина. В сезоне 1938/1939 годов в связи с 45-летием его сценической деятельности театр возобновил поставленный ещё в 1917 году В. Э. Мейерхольдом «Маскарад» М. Ю. Лермонтова.
В годы войны подготовил «Вечер классического монолога», состоящий из фрагментов спектаклей «Отелло», «Лес» и «Маскарад», с которым выступал в воинских частях. Летом 1942 года участвовал в шефских концертах для населения. Художественный руководитель театра Л. С. Вивьен писал в отчёте о поездке: «Артисты театра работали без выходных. Утром — репетиции новых постановок, вечером — два-три концерта. Бывали дни, когда старейший мастер нашего театра Ю. М. Юрьев выступал по четыре раза в день» (Л. С. Вивьен. Театр имени Пушкина в Нарыме. «Советская Сибирь», 30 сентября 1942 г.).

Могила Ю. М. Юрьева на Тихвинском кладбище Санкт-Петербурга

Последний раз актёр вышел на сцену в роли Отелло 12 января 1945 года.

На театральных подмостках актёр создал много незабываемых образов, по-разному раскрывая их характеры. Неоднократно выступал в роли Арбенина, постепенно трансформируя этот образ исходя из собственного жизненного опыта. «Каждый раз он вносил в созданный им условно-романтический образ новые и живые психологические детали, приближал этот образ к требованиям художественной правды», — пишет [bookz.ru/authors/avtor-neizvesten-3/theatre_encicl/page-752-theatre_encicl.html Театральная энциклопедия].
«В работе над ролью Несчастливцева, — пишет в своей книге „Актёры моего поколения“ Я. О. Малютин, — как бы сбывалась старая юрьевская мечта: возвышенное и торжественное становилось выражением естественных, чистых и незамысловатых человеческих чувств, как бы ещё и ещё раз получала своё подтверждение его вера в то, что истинно высокое в человеке заслуживает быть выраженным в столь же возвышенных, способных тревожить, потрясать,
воспламенять зрителей, словах» (1959, с. 88) (см. [bookz.ru/authors/avtor-neizvesten-3/theatre_encicl/page-752-theatre_encicl.html там же]).
Кроме того, актёр работал на радио, выступал на эстраде как чтец («Эгмонт» И. В. Гёте и др.), снимался в кино (художник Ганс в фильме Г. Якоби «Глаза Баядерки» и Роберт де Роэ в фильме «Душегубец»), оба фильма снимались за границей. В советский период исполнил в кино две роли: профессора Степанова («Строгий юноша» режиссёра А. М. Роома, 1936) и капитана Гранта («Дети капитана Гранта» режиссёра В. П. Вайнштока, 1936).
С 1898 года работал как театральный педагог — преподавал на Санкт-Петербургских драматических курсах, в Школе русской драмы при Александринском театре, в Ленинградском театральном институте. Среди учеников: народные артисты СССР А. Ф. Борисов, И. П. Дмитриев и М. И. Царёв, доктор искусствоведения Л. И. Гительман, кандидат искусствоведения Н. А. Рабинянц, народные артисты РСФСР В. Т. Кибардина и Я. О. Малютин,  заслуженные артисты России С. В. Григорьева и С. А. Полежаев.
Скончался 13 марта 1948 года в Ленинграде. Похоронен на Тихвинском кладбище Александро-Невской лавры. В 1961 году было установлено надгробие (скульптор М. К. Аникушин). Надгробие входит в Перечень объектов исторического и культурного наследия федерального (общероссийского) значения (см. могила и памятник).

## Звания и награды
- Заслуженный артист Императорских театров
- Народный артист Республики (1927)[11]
- Народный артист СССР (1939)
- Сталинская премия первой степени (1943) — за выдающиеся многолетние достижения в области театрально-драматического искусства[12]
- Орден Ленина (1947)
- Орден Трудового Красного Знамени (1939)
- Орден «Знак Почёта» (1940)[13]
- Медаль «За доблестный труд в Великой Отечественной войне 1941—1945 гг.»
- Доктор искусствоведения (1947)[14].

## Творчество

### Роли в театре
Александринский театр

Ю. М. Юрьев в роли Несчастливцева. 1936 г.

- 1893 — «Недоросль» Д. И. Фонвизина — Милон
- 1893 — «Гамлет» У. Шекспира — Лаэрт
- 1895 — «Горе от ума» А. С. Грибоедова — Алексей Степанович Молчалин
- 1895 — «Укрощении строптивой» У. Шекспира — Люченцио
- 1896 — «Скупой рыцарь» А. С. Пушкина — Герцог
- 1896 — «Эмилия Галотти» Г. Лессинга — Аппиани
- 1898 — «Борцы» М. И. Чайковского — князь Ветлужский
- 1899 — «Горе от ума» А. С. Грибоедова — Александр Андреевич Чацкий
- 1899 — «Накипь» П. Д. Боборыкина — Переверзев
- 1901 — «Ромео и Джульетта» У. Шекспира — Ромео
- 1902 — «Ипполит» Еврипида — Ипполит
- 1904 — «Фауст» И. Гёте — Фауст
- 1904 — «Эдип в Колоне» Софокла — Полиник

«Маскарад». Юрьев — Арбенин (в центре), 1938 г.

- 1909 — «Коварство и любовь» Ф. Шиллера — Фердинанд
- 1909 — «На всякого мудреца довольно простоты» А. Н. Островского — Егор Дмитриевич Глумов
- 1910 — «Уриэль Акоста» К. Гуцкова — Акоста
- 1910 — «Разбойники» Ф. Шиллера — Карл Моор
- 1910 — «Дон Жуан» Мольера; постановка Вс. Мейерхольда — Дон Жуан
- 1910 — «Шут Тантрис» Э. Хардта; постановка Вс. Мейерхольда — Марк
- 1911 — «Красный кабачок» Ю. Д. Беляева; постановка Вс. Мейерхольда — Смоляков
- 1912 — «Живой труп» Л. Н. Толстого; постановка Вс. Мейерхольда — Виктор Михайлович Каренин
- 1913 — «Эрнани» В. Гюго — Дон Карлос
- 1913 — «На полпути» А. Пинеро; постановка Вс. Мейерхольда — Леонард Феррис
- 1913 — «Борис Годунов» А. С. Пушкина — Самозванец
- 1915 — «Рюи Блаз» В. Гюго — Рюи Блаз
- 1916 — «Месяц в деревне» И. С. Тургенева — Михайла Александрович Ракитин
- 1916 — «Гроза» А. Н. Островского; постановка Вс. Мейерхольда — Борис
- 1916 — «Романтики» Д. С. Мережковского; постановка Вс. Мейерхольда — Михаил Кубанин
- 1917 — «Свадьба Кречинского» А. В. Сухово-Кобылина; постановка Вс. Мейерхольда — Михаил Васильевич Кречинский
- 1917 — «Маскарад» М. Ю. Лермонтова; постановка Вс. Мейерхольда — Евгений Александрович Арбенин
- 1919 — «Макбет» У.  Шекспира — Макбет
- 1920 — «Отелло» У. Шекспира — Отелло
- 1920 — «Король Лир» У.  Шекспира — Король Лир
- 1923 — «Идеальный муж» О. Уайльда — Роберт Чильтерн
- 1923 — «Царь Фёдор Иоаннович» А. К. Толстого — Борис Годунов
- 1924 — «Сарданапал» Дж. Байрона — Сарданапал
- 1926 — «Пушкин и Дантес» В. В. Каменского — Дантес
- 1927 — «Волки и овцы» А. Н. Островского — Василий Иванович Беркутов
- 1928 — «Павел I» Д. С. Мережковского — Граф Пален
- 1928 — «Антоний и Клеопатра» У. Шекспира — Марк Антоний
- 1936 — «Лес» А. Н. Островского — Геннадий Демьянович Несчастливцев
- 1937 — «На берегу Невы» К. А. Тренёва — Брызгалов
- «Таланты и поклонники» А. Н. Островского — Великатов
- «Яд» А. В. Луначарского — Батов
- «Смена героев» Б. С. Ромашова — Рощин

Театр трагедии
- 1918 — «Царь Эдип» Софокла — Эдип

Большой драматический театр имени М. Горького
- 1919 — «Дон Карлос» Ф. Шиллера; постановка А. Н. Лаврентьева — маркиз Поза
- 1919 — «Макбет» У. Шекспира; постановка Ю. М. Юрьева — Макбет
- 1920 — «Отелло» У. Шекспира; постановка А. Н. Лаврентьева — Отелло
- 1920 — «Король Лир» У. Шекспира; постановка А. Н. Лаврентьева — король Лир

Театр имени Вс. Мейерхольда
- 1933 — «Свадьба Кречинского» А. В. Сухово-Кобылина; постановка Вс. Мейерхольда — Михаил Васильевич Кречинский

### Фильмография
- 1913 — Глаза Баядерки — художник Ганс
- 1913 — Душегубец — Роберт де Роэ
- 1935 — Строгий юноша — Юлиан Николаевич Степанов
- 1936 — Дети капитана Гранта — капитан Том Грант

## Адреса в Санкт-Петербурге
- Ул. Гончарная, д. 13[15].
- Набережная реки Карповки, д. 13.

## Память
- В Ленинграде, на доме по адресу Набережная реки Карповки, 13 в 1958 году была установлена мемориальная доска (архитектор И. И. Варакин) с текстом: «В этом доме с 1937 года по 1948 год жил народный артист Союза ССР, лауреат Государственной премии Юрий Михайлович Юрьев»[16].